# Étrange Histoire
Pour plus de détails, voir Fiche technique et Distribution.
Étrange Histoire (Once Upon a Time ou Alexander Hall's Once Upon a Time) est un film américain en noir et blanc réalisé par Alexander Hall, sorti en 1944.

## Synopsis
Un producteur de Broadway au bord de la faillite après trois échecs retentissants trouve une solution auprès de deux gamins et de leur chenille dansante.

## Fiche technique
- Titre original : Once Upon a Time
- Titre français : Étrange Histoire
- Titre français alternatif : Il était une fois[1]
- Réalisation : Alexander Hall
- Scénario : Lewis Meltzer, Oscar Saul (en), d'après la pièce radiophonique My Client Curly de Norman Corwin (1940)
- Photographie : Franz Planer
- Montage : Gene Havlick
- Musique : Friedrich Hollaender
- Son : Jack Goodrich
- Direction artistique : Lionel Banks et Edward C. Jewell
- Décors : Robert Priestley
- Production : Louis F. Edelman
- Société de production et de distribution : Columbia Pictures
- Pays de production :  États-Unis
- Langue originale : anglais
- Format : noir et blanc — pellicule : 35 mm — image : 1,37:1 — son : Mono (Western Electric Mirrophonic Recording)
- Genre : Comédie fantastique
- Durée : 89 minutes
- Dates de sortie : 
  - États-Unis : 11 mai 1944
  - France : 20 juin 1947

## Distribution
- Cary Grant : Jerry Flynn
- Janet Blair : Jeanne Thompson
- James Gleason : McGillicuddy
- Ted Donaldson (en) : Arthur "Pinky" Thompson
- William Demarest : Brant
- Howard Freeman : McKenzie
- Art Baker : Gabriel Heatter
- Paul Stanton : Dunhill
- Mickey McGuire : Fatso
- Vaughan Glaser : Professeur Draper

## Chanson du film
- Yes Sir, That's My Baby : paroles de Gus Kahn, musique de Walter Donaldson.